# Solomon W. Downs
Solomon Weathersbee Downs, född 1801 i Montgomery County, Tennessee, död 14 augusti 1854 i Lincoln County, Kentucky, var en amerikansk demokratisk politiker. Han representerade delstaten Louisiana i USA:s senat 1847–1853.
Downs utexaminerades 1823 från Transylvania University. Han inledde 1826 sin karriär som advokat i Bayou Sara i West Feliciana Parish för att sedan flytta till Ouachita Parish och 1845 vidare till New Orleans.
Downs efterträdde 1847 Pierre Soulé som senator för Louisiana. Han efterträddes sex år senare av Judah P. Benjamin.
Downs ursprungliga gravplats var på familjens plantage. Gravplatsen har flyttats till Riverview Cemetery i Monroe, Louisiana.